# 红柱昙花
红柱昙花也叫待宵孔雀，是仙人掌科昙花属的一个种，分布于墨西哥至南美西北部。其中叶状茎较硬的类型也叫直枝昙花，俗称直叶昙花。